# Argema besanti
Argema besanti är en fjärilsart som beskrevs av Hans Rebel 1895. Argema besanti ingår i släktet Argema och familjen påfågelsspinnare. Inga underarter finns listade i Catalogue of Life.